# Pericolosamente bionda
Pericolosamente bionda (Private Valentine: Blonde & Dangerous, in Inghilterra Major Movie Star) è un film del 2008 diretto da Steve Miner, con protagonista Jessica Simpson.

## Trama
Megan Valentine è una star del cinema. Quando viene umiliata davanti al pubblico, decide di arruolarsi nell'esercito degli Stati Uniti sperando, in qualche modo, di poter cambiare la sua vita. Inizialmente, l'attrice, si trova in difficoltà con i suoi severi istruttori sergenti e la dura disciplina militare, che porta a molte situazioni umoristiche. Alla fine, però, Valentine riesce a guadagnarsi il rispetto delle colleghe, che la vedono come un modello da seguire e insieme riescono a superare la prova finale, diventando ufficialmente delle militari. Finalmente Valentine riuscirà a cambiare la sua vita e a diventare una persona migliore.